# Samassi
Samassi è un comune italiano di 4 687 abitanti della provincia del Medio Campidano in Sardegna. Dista circa 38 km da Cagliari, è attraversata dal fiume Mannu, e dalla linea ferroviaria Cagliari-Golfo Aranci.

## Storia

### Preistoria e storia antica

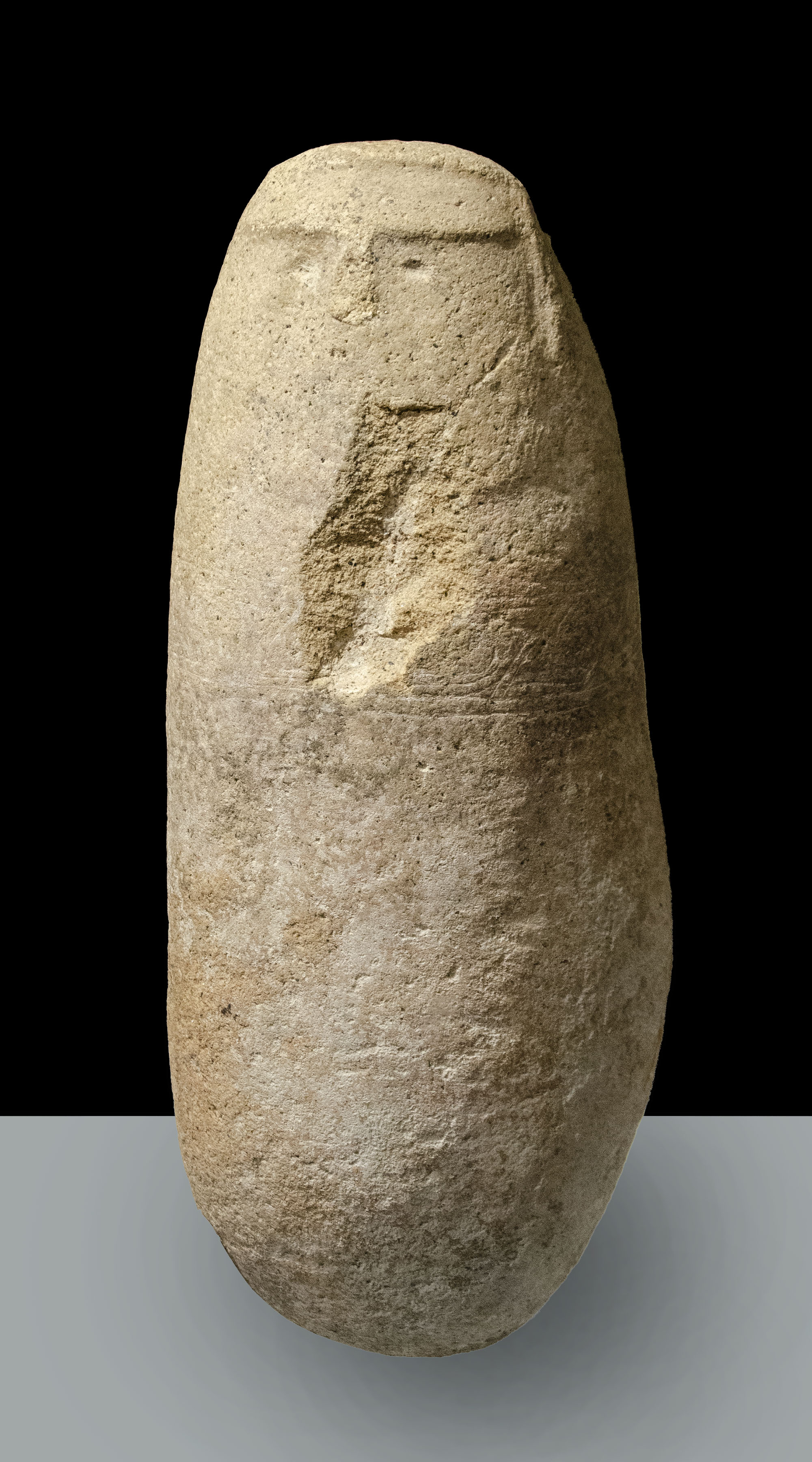
Idolo da Sa Mandara

I primi insediamenti umani a Samassi risalgono al neolitico. Nel suo territorio sono stati rinvenuti reperti risalenti a periodo prenuragico come asce, teste di mazza, fusoliere e oggetti di ossidiana utili alla caccia e alle attività domestiche. Sono tanti infatti i ritrovamenti casuali fatti soprattutto in regione Palaziu appartenenti alla cultura di Bonnannaro o a quella Monte Claro.

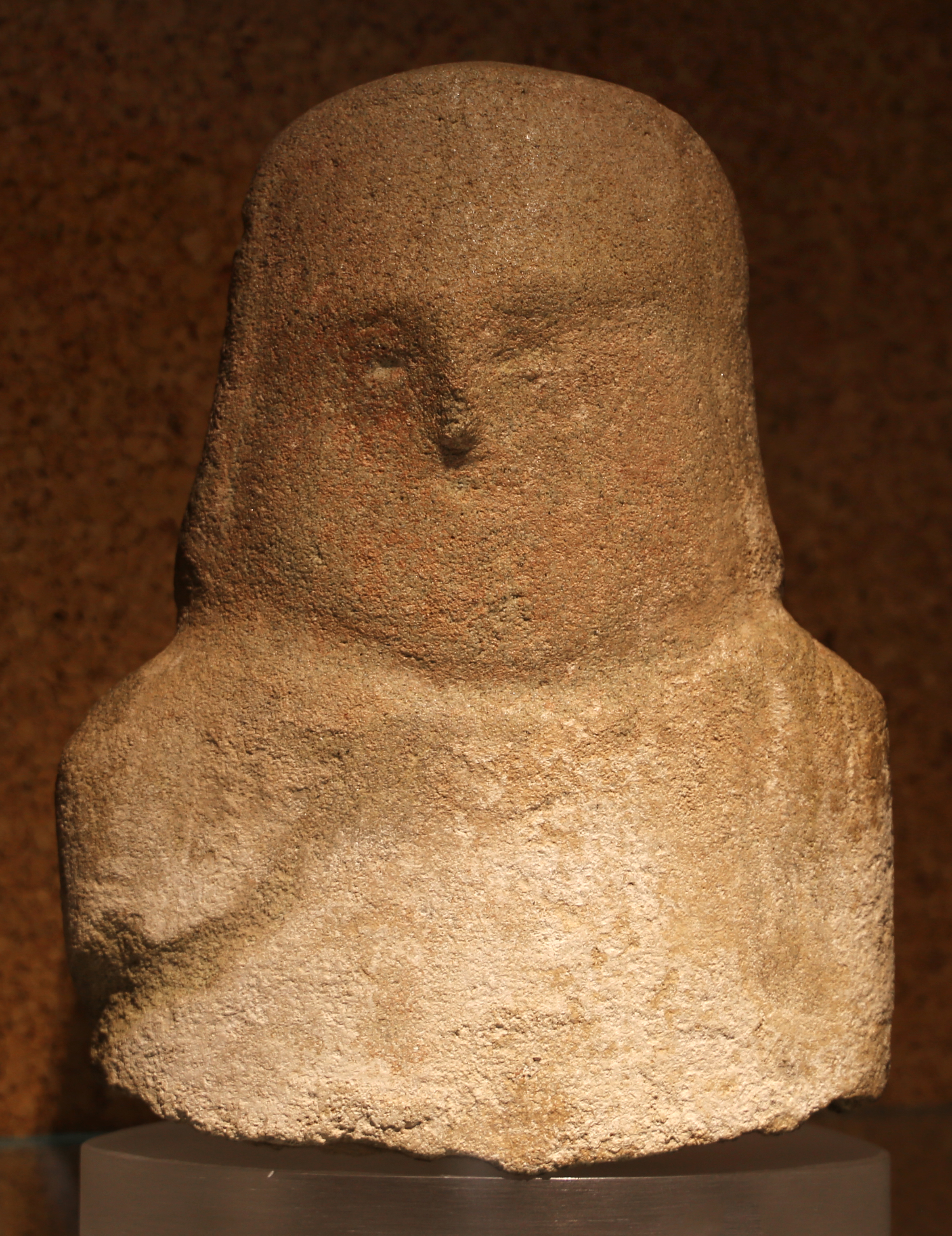
Busto da Sa Mandara

Di particolare risonanza fu il ritrovamento, in località Sa Mandara, di un idolo raffigurante forse la Dea Madre e un busto frammentario di un personaggio maschile, appartenenti alla cultura di Bonu Ighinu, ora esposti al Museo archeologico nazionale di Cagliari.
La località Palamuras, secondo la tradizione paesana, sarebbe stata sede di un vasto insediamento sui resti di una più antica civiltà prenuragica. In località Stani sono chiaramente visibili sul terreno gli avanzi di un nuraghe, nel quale sono stati rinvenuti un pugnale di rame e una torretta nuragica in arenaria bianca. Altro nuraghe meritevole di attenzione è quello tuttora esistente in località Sa Uga. Sono infatti evidenti due filari di arenaria sbozzata, nonostante i mezzi agricoli abbiano modificato notevolmente la struttura superficiale del terreno.
Nelle località Palamuras, Stani, Staineddu, Palatziu, Sa Uga, Santa Maria, Perda Mois sono stati ritrovati numerosi resti di villaggi e sepolcreti che documentano ampiamente il passaggio della civiltà romana. Samassi quindi diventa in epoca romana una delle comunità rurali del Campidano; l’intera zona agricola samassese permetteva di acquisire ingenti quantitativi di grano e cereali.

### Storia Medievale
All'Alto medioevo è databile una necropoli scoperta al di sotto della chiesa di San Geminiano.
In periodo basso medievale, il territorio di Samassi faceva parte della curatoria di Gippi, nel Giudicato di Cagliari. Alla caduta del giudicato (1258) entrò a far parte del dominio pisano, e dal 1324 passò sotto il dominio aragonese. Quando gli aragonesi nel 1355 tennero a Cagliari il primo parlamento sardo, Samassi vi inviò i propri rappresentanti. Successivamente divenne un feudo.

### Storia moderna e contemporanea
Nel 1736 formò con Serrenti un marchesato, e il primo marchese fu Antonio Simon Squinto. Dai Simon la signoria passò ai Ricca di Castelvecchio, ai quali fu riscattato nel 1839 con la soppressione del sistema feudale.
Fatto storico di particolare importanza è l'inondazione del 17 novembre 1898 rimasta nella memoria popolare con la denominazione "S'Annu 'e s'unda" ("L'anno dell'onda"). L'esondazione arrecò gravissimi danni al paese, ma non provocò alcuna vittima tra gli abitanti. Questo fatto accrebbe la devozione a san Geminiano dei samassesi, che in tale data istituirono una festa votiva denominata "Santu Millaneddu".

### Simboli
Lo stemma e il gonfalone del comune di Samassi sono stati concessi con decreto del presidente della Repubblica dell'8 settembre 2000.
Il gonfalone è un drappo di bianco.

## Monumenti e luoghi d'interesse

### Architetture religiose
Tra i luoghi di interesse del comune vanno citate la chiesa di San Giuseppe Patriarca, la chiesa di Santa Margherita di Antiochia, la chiesa campestre di Sant'Isidoro e Sant'Anna, infine la chiesa di San Geminiano (nei cui dintorni è stata ritrovata una delle poche necropoli vandaliche della Sardegna), dell'XI secolo e intitolata al santo, la cui festa ricorre il 16 settembre (santu Millau).
Da segnalare inoltre la chiesa parrocchiale della Beata Vergine di Monserrato, realizzata in blocchi di Tufo in stile gotico-aragonese, risalente alla fine del 1500.

## Società

### Evoluzione demografica
Abitanti censiti

### Lingue e dialetti
Oltre all’italiano, vi si parla una variante del sardo, che rientra nel campidanese occidentale.

## Cultura

### Eventi

#### Carnevale samassese
Tra le manifestazioni locali il Carnevale samassese è uno dei maggiori del Campidano.
I festeggiamenti popolari in occasione del Carnevale sono a Samassi ben radicati nella tradizione, documentata storicamente sin dalla metà del XIX secolo. Nell’immediato secondo dopoguerra si sviluppa il moderno Carnevale samassese che sin dagli inizi abbinerà alle maschere tradizionali di adulti e ragazzi (is mascareddas) e alle fritture dei dolci tradizionali (parafrittus e tzippuas), il corso mascherato che, dai primi semplici carrelli agricoli gremiti di bambini in costume, si imporrà in pochi anni come uno dei principali carnevali in Sardegna anche per la presenza dei grandi carri in cartapesta di 5-6 metri di altezza.
I festeggiamenti, che durano da una settimana a 10 giorni, si concludono per tradizione il giorno di martedì grasso che rappresenta così l’ultimo giorno di festa prima della Quaresima.

#### Festa di Sant'Antonio Abate
Il 16 gennaio si svolge la festa in onore di Sant'Antonio Abate, una processione si snoda per le vie del paese poi al rientro in parrocchia si svolge la messa, e al termine di essa dopo che suonano le campane in ogni rione vengono accesi i tradizionali falò, con musiche e danze fino a tarda notte.

#### S'Incontru
È il culmine dei riti religiosi della Settimana Santa. Di chiara tradizione spagnola, la cerimonia ricorda l’incontro tra il Cristo risorto e la Madonna, raffigurati da due simulacri lignei trasportati a spalla dai fedeli. Momento rituale particolarmente suggestivo proprio perché al di là delle connotazioni religiose mette l’accento sulla gioia della madre che ritrova il figlio perduto.
La cerimonia prende il via intorno alle 10:30 con due processioni che percorrono separatamente il paese, ciascuna recante una delle due statue. Alle 11 le due processioni convergono nella piazza principale del paese e si fermano a distanza per alcuni minuti. L'attesa vuole ricordare lo stupore della Vergine al riconoscere il suo Figlio.
La statua della Vergine, che indossa un velo di pizzo nero, viene abbassata per tre volte a rappresentare un inchino. La terza volta il velo nero viene sostituito con uno bianco a rappresentare il passaggio dalla morte alla vita.
È il momento culminante de s’incontru, festeggiato dallo scoppio di una raffica di granate nel cielo. Le due statue vengono allora affiancate e le due processioni riunificate in una sola, che si avvia lentamente in direzione della Chiesa Parrocchiale dove la festa si concluderà con la Messa Pasquale.

#### Sagra del carciofo
Annualmente si tiene la Sagra del carciofo (prima edizione nel 1987), durante la quale si tengono la fiera agroalimentare del Medio Campidano, una marcialonga, l'apertura delle antiche case campidanesi e delle chiese, infine una mostra intitolata "in di de festa" sull'abbigliamento samassese nel corso dei secoli organizzata dal gruppo folk "Sant'Isidoro". Ogni anno la Sagra del Carciofo offre numerosi luoghi d'incontro tra produttori, venditori e consumatori, proponendo convegni, esposizioni, degustazioni e mercati in cui poter conoscere le peculiarità del carciofo in tutte le sue varianti.

#### Festa di Sant'Isidoro
Il primo sabato e la prima domenica dopo il 15 maggio, nell'oasi di Sant'Isidoro, si celebra la festa di Sant'Isidoro patrono degli agricoltori. È la festa degli agricoltori, che sfilavano per le vie del paese in processione — un tempo con i carri tirati dai buoi e oggi coi moderni trattori — per attirare la benevolenza del santo sugli imminenti raccolti. Nel 2000 è stata ricostruita una nuova statua policroma fedele all’originale, e i festeggiamenti si concludono nell’Oasi di S.Isidoro. Nel piazzale della nuova chiesetta si alternano e si affiancano i rituali religiosi, la degustazione di piatti tipici, gli intrattenimenti con danze e musiche tradizionali.

#### Festa di Santa Margherita
Il 19, 20 e 21 luglio nell'omonima chiesetta si svolge la festa votiva in onore di Santa Margherita di Antiochia, le cui origini risalgono al XV secolo. Durante i festeggiamenti in suo onore, che culminano il 20 luglio, data di fine della mietitura, era tradizione colorare il quartiere di bandierine. Quelle stradine, oggi percorse nei giorni della festa solo dai fedeli che si recano alle messe, si animavano allora di bancarelle, tra l’aromatica fragranza del basilico che ancora viene offerto alla santa in numerosi cespi.

#### La festa di San Geminiano "sa festa manna"
San Geminiano martire, in campidanese Santu Millanu è il patrono di Samassi, la cui festa è la più sentita del paese. San Geminiano si festeggia tre volte l'anno:
- Due domeniche dopo la Pasqua, col nome di Santu Millaneddu de su Beranu
- Il 16 settembre, per la celebrazione patronale, che prevede quattro giorni di festa (dal 14 al 17, la festa dei riti religiosi inizia l'8 è dura 10 giorni). Dall'8 fino al 16 si celebrano le novene in onore del santo, con le varie messe ed il santo rosario tutti i giorni. Il 14 una processione si snoda nel paese, dalla parrocchia fino all'antica chiesetta portando in processione le reliquie del santo. Il 15 viene portato in processione il santo dalla chiesetta verso la parrocchia salutato da is arrepicus dalle millenarie campane e da is fuettus, e, per un giorno il rione San Geminiano rimane “orfano” del suo santo. Il 16 è il culmine della festa, il rione San Geminiano si sveglia di buon mattino per addobbare con bandierine, tappeti antichi e fiori tutta la piazza, le stradine e la secolare chiesetta.

La sera, il santo parte dalla parrocchia salutato dal suono delle campane, passando per le vie del paese e non può mancare il passaggio vicino al fiume Mannu per proseguire verso la chiesetta. Arrivati alla chiesetta il santo viene accolto dalle antiche campane che suonano a festa, dai fuochi artificiali, da un tappeto di fiori sa ramadura in tutta la piazza, dagli abitanti del rione, dal tutto il paese, dai gruppi folk e dalla banda musicale. È così che il rione si rianima con il ritorno del suo santo che rimane nella sua chiesa per 365 giorni l'anno . Per i samassesi questa viene chiamata sa festa manna (la festa grande), nel quale in passato era l'unico giorno di festa dell'anno agrario, tutti gli agricoltori si riposavano godendosi la festa, partecipando ai riti religiosi e civili, per iniziare il giorno dopo il nuovo anno agrario con il duro lavoro nei campi e augurandosi un buon raccolto.
- Il 17 novembre con il nome di Santu Millaneddu de s'ann' è s'unda

## Economia
Il paese basa la sua economia sull'agricoltura ed è fra i centri agricoli più produttivi del medio Campidano. Fra le colture più ricorrenti vi sono il frumento, la vite, il pomodoro da industria e l'orticoltura in generale. La coltura prevalente è tuttavia il carciofo. Modesta è la presenza dell'industria manifatturiera, conserviera e artigianale.

## Infrastrutture e trasporti

### Strade
Samassi è collegata ai comuni limitrofi principalmente tramite le strade statali SS 196 diramazione e 293, oltre che dalle strade provinciali 56 e 60.

### Ferrovie

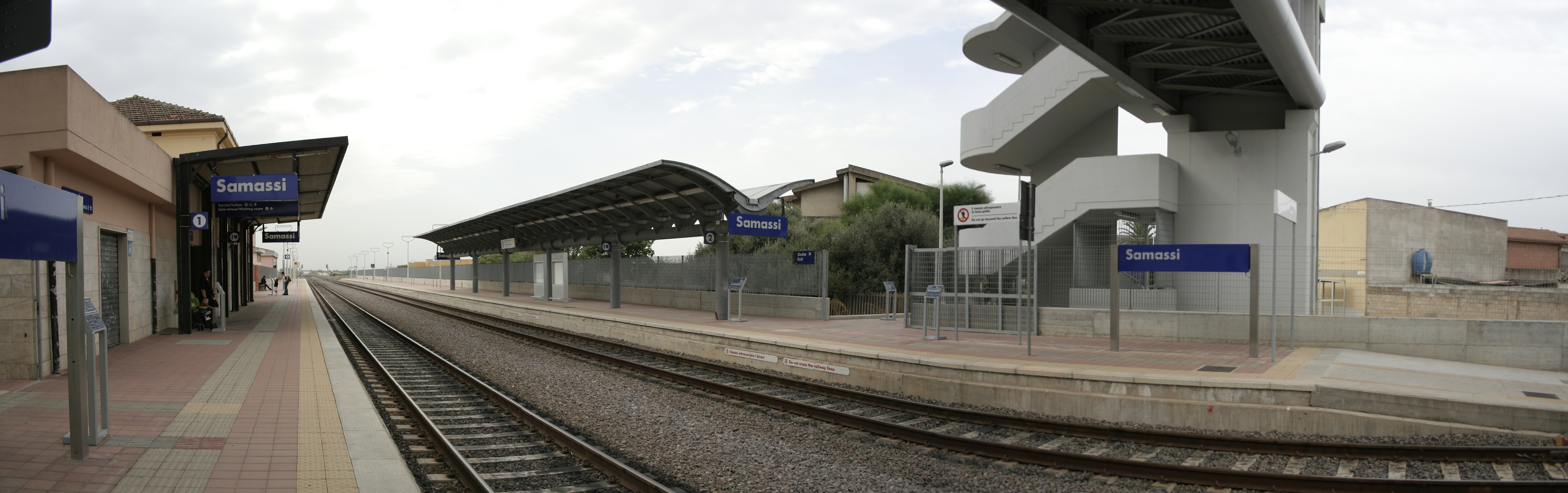
La stazione ferroviaria di Samassi-Serrenti

Samassi è servita dal 1871 dalla stazione di Samassi-Serrenti: situata lungo la Dorsale Sarda è gestita da RFI ed è servita dai treni di Trenitalia.

## Amministrazione
| Periodo          | Periodo          | Primo cittadino       | Partito                                        | Carica  | Note   |
| ---------------- | ---------------- | --------------------- | ---------------------------------------------- | ------- | ------ |
| 21 novembre 1993 | 16 novembre 1997 | Ennio Cabiddu         | Lista eterogenea                               | Sindaco | [ 9 ]  |
| 16 novembre 1997 | 26 maggio 2002   | Marco Muscas          | liste civiche di centro-sinistra               | Sindaco | [ 10 ] |
| 26 maggio 2002   | 27 maggio 2007   | Marco Muscas          | centro-sinistra                                | Sindaco | [ 11 ] |
| 27 maggio 2007   | 10 giugno 2012   | Ennio Cabiddu         | lista civica                                   | Sindaco | [ 12 ] |
| 10 giugno 2012   | 11 giugno 2017   | Enrico Pusceddu       | lista civica "Samassi Cambi@"                  | Sindaco | [ 13 ] |
| 11 giugno 2017   | 13 giugno 2022   | Enrico Pusceddu       | lista civica "Samassi Cambi@ 2.0"              | Sindaco | [ 14 ] |
| 13 giugno 2022   | in carica        | Maria Beatrice Muscas | lista civica "Si amo Samassi - Centrosinistra" | Sindaco | [ 15 ] |

## Sport

### Calcio
La principale squadra di calcio della città è stata l'U.S.D. Samassi 1968 Calcio che arrivò a militare nel campionato sardo di Eccellenza, discioltasi nel 2019 era nata il 20 luglio 1968, ed i suoi colori sociali erano il celeste ed il bianco.

### Atletica leggera
Dal 1972 opera l'Associazione Sportiva Dilettantistica di Atletica Leggera - US Acli Mariano Scano Samassi